# Sport a Rieti
Questa voce raccoglie le informazioni sulle principali strutture, eventi e manifestazioni, e società sportive di Rieti.
Rieti, grazie alle associazioni locali che permettono ai giovani (e non) di praticare le più svariate attività sportive, ha sviluppato con gli anni una cultura dello sport che sembra resistere al tempo e che permette alle società locali di operare nelle migliori condizioni possibili, essendo state realizzate un buon numero di strutture.
Città europea dello Sport 2021
La città è stata ufficialmente proclamata Città europea dello Sport per l'anno 2021 dall'ACES (Associazione delle Capitali Europee dello Sport). Nello stesso anno il riconoscimento è stato conferito ad altre città italiane come Potenza, Siena e Terni.

## Pallacanestro

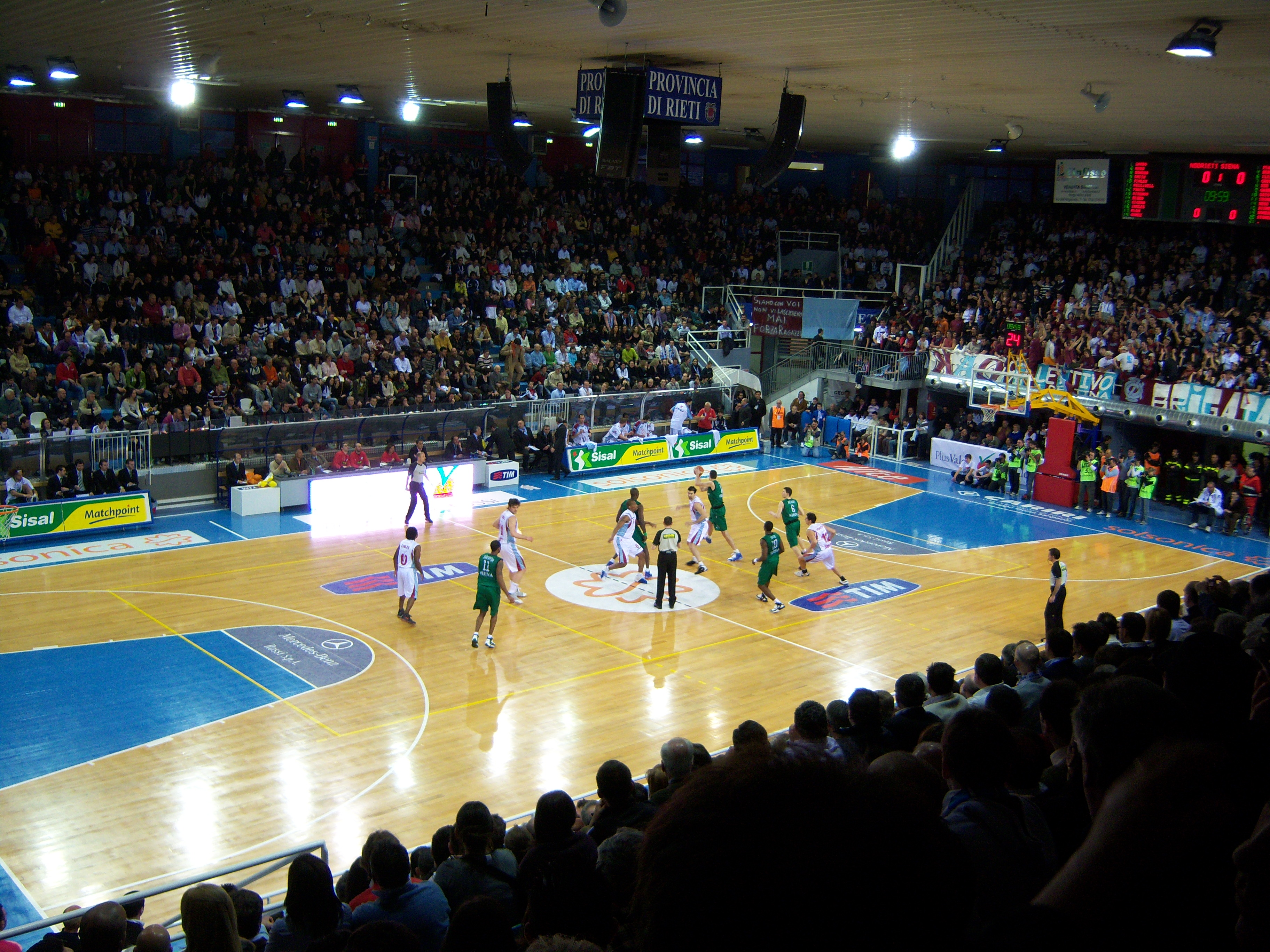
Incontro tra la Nuova Sebastiani Rieti e il Montepaschi Siena, PalaSojourner, 16 marzo 2008

La tradizione sportiva più radicata nella città è indubbiamente quella cestistica. La prima squadra di basket nasce negli anni trenta, ma la tradizione è legata indissolubilmente al nome della AMG Sebastiani Rieti, fondata nel 1946, che ne costituiva la continuazione. Tra gli anni settanta e l'inizio degli anni ottanta, durante la presidenza di Renato Milardi e con la panchina retta da Elio Pentassuglia, la società raggiunse risultati notevoli: nella stagione 1979-1980 conquistò una Coppa Korać, mentre nel torneo 1978/79 arrivò in semifinale scudetto dopo aver vinto il campionato di serie A2. In questi anni la città vede la nascita di un'autentica passione per la pallacanestro e la costruzione del Palaloniano (oggi PalaSojourner), attirando importanti giocatori anche statunitensi tra i quali l'amatissimo Willie Sojourner e Joe Bryant (padre di Kobe Bryant, che è infatti cresciuto a Rieti).
Dopo la scomparsa della Sebastiani, nel 1998 nasce la Virtus Rieti, che sotto la presidenza Papalia diviene Nuova A.M.G. Sebastiani Rieti e nel 2007-08 approda in Serie A; nel 2009, a causa di difficoltà nel trovare un main sponsor, la società si trasferì al PalaBarbuto di Napoli tra la delusione dei tifosi, ma non riuscì comunque a risollevarsi e a stagione ancora in corso fu esclusa dal campionato per insolvenza, atto che decretò la definitiva chiusura anche di questo capitolo della pallacanestro reatina.
La Sebastiani Basket Club Rieti, nata nel 2006 col nome di Spes Pallacanestro Rieti, ricoprì per qualche stagione il ruolo di prima squadra della città arrivando a toccare la Serie A Dilettanti, fino alla sua fine nel 2012.
Dalla stagione 2012-2013 la società cestistica di Contigliano, che militava in Serie B, viene trasferita nel capoluogo dando vita alla NPC Rieti, che al termine della stagione 2014-15 ottiene la promozione in Serie A2.
Dalla stagione 2020-21 è operativa la Real Sebastiani Rieti, con presidente Roberto Pietropaoli, nata dopo il trasferimento del titolo di Serie B di Valmontone nel capoluogo Sabino. Attualmente la squadra milita nella medesima categoria. Nella stagione 2021-22 la Sebastiani ha disputato la finale per la promozione in Serie A2 contro Agrigento, uscendo sconfitta per 3-2 dopo essere stata in vantaggio nella decisiva gara 5 fino a un minuto dal termine. Al termine della stagione 2022-23, conclusasi con una sconfitta nel concentramento a 4 squadre per la promozione, disputato alla Giuseppe Bondi Arena di Ferrara, nonostante la vittoria in finale playoff per 3-1 contro Faenza, la società acquista il diritto sportivo di Serie A2 della Pallacanestro Mantovana, riportando Rieti e la Sebastiani nella seconda serie nazionale dopo la retrocessione della NPC nel precedente campionato di A2.
Un'altra formazione della città è quella de La Foresta Basket, che ha militato nel campionato di serie C2
In città opera anche una società di Pallacanestro in carrozzina, si tratta dell'Associazione sportiva A Ruota Libera. La formazione reatina ha disputato il campionato di serie A2 dalla stagione 2009/2010, dopo aver conquistato la promozione nel campionato immediatamente precedente nella stagione 2008/2009, fino alla 2010/2011 quando al termine dei play off ha centrato la promozione in Serie A1. Sempre nell'ambito della pallacanestro in carrozzina, dopo lo scioglimento dell'A Ruota Libera, la tradizione cittadina viene portata avanti dalla NPiC Rieti del presidente-giocatore Roberto Scagnoli, che vanta numerose partecipazioni alla Serie B e che, nella stagione 2022/2023, ha ottenuto un secondo posto nel campionato UISP, venendo sconfitta solo dalla Briantea 84 Cantù in finale. Sempre nell'ambito degli sport paralimpici, a Rieti è ad oggi attiva anche la Fortitudo Rieti, squadra di Baskin.

## Atletica leggera

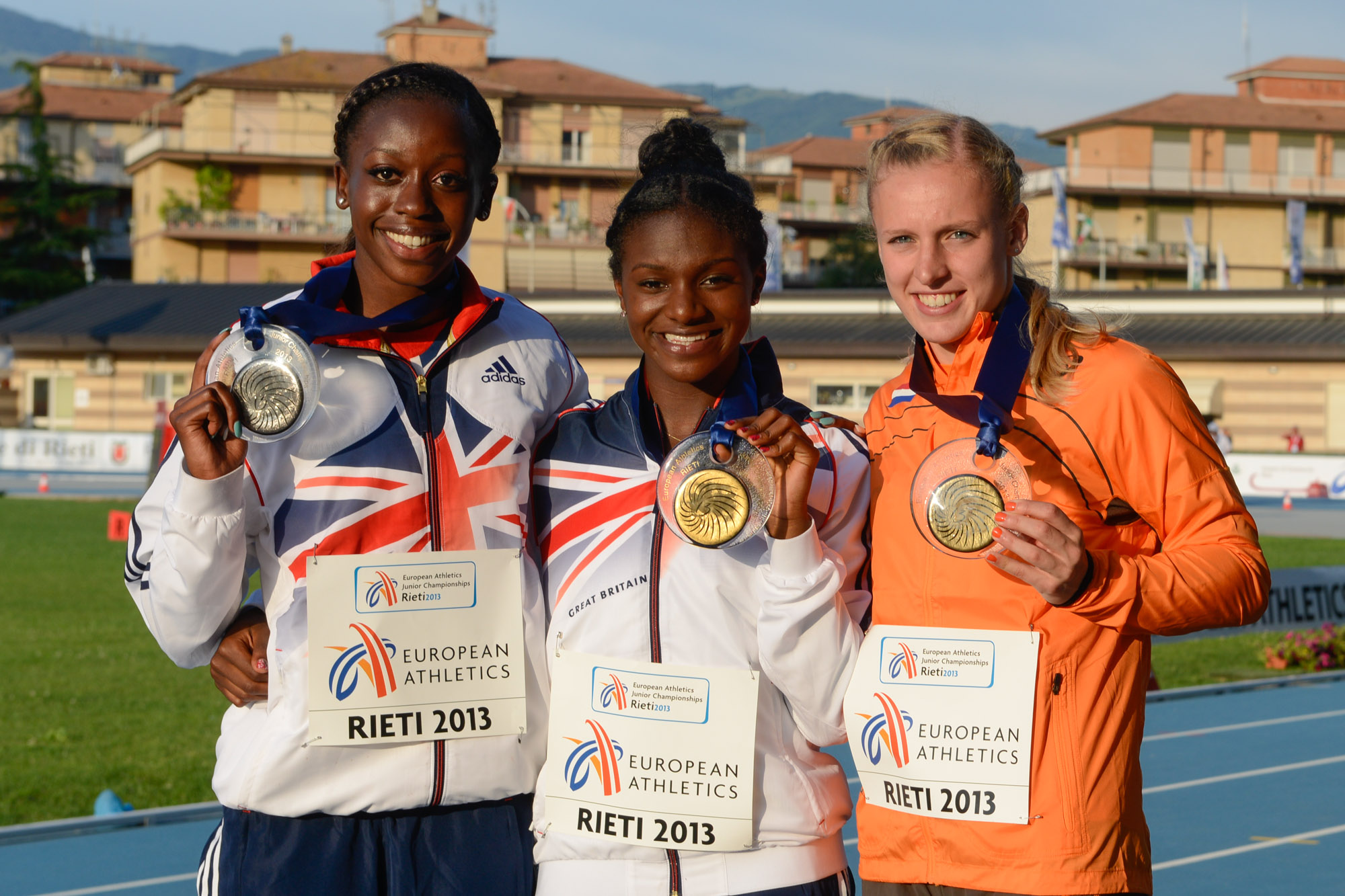
Il podio dei 200 metri femminili agli europei juniores Rieti 2013, svolti nello Stadio Raul Guidobaldi

Insieme alla pallacanestro è probabilmente il movimento con le radici più profonde nel capoluogo sabino e annualmente nuovi atleti provenienti dalle società cittadine si mettono in evidenza in questo sport. Rieti, per quanto riguarda l'atletica, si posiziona quasi sempre prima nella classifica delle province italiane per indice di sportività de Il Sole 24 ore, ed è considerata una vera e propria capitale italiana di questo sport per via della sua diffusione, con quasi un tesserato ogni quaranta abitanti.
Tra le società che operano in questo campo, vi è la storica Atletica Studentesca CA.RI.RI. che dal 1975 promuove questo sport fra i giovani e svolge la propria attività presso lo stadio di atletica leggera Raul Guidobaldi. Tale società vanta ben 19 scudetti a squadre e 2 SuperCoppe Fidal con la squadra maschile e una con quella femminile e oltre cento dei suoi atleti hanno vestito la maglia azzurra. Molti dei suoi ragazzi e ragazze sono poi entrati a far parte di gruppi sportivi militari.
Per oltre quarant'anni, presso lo Stadio Raul Guidobaldi ha preso vita il Rieti Meeting, un evento sportivo di rilievo internazionale, inserito nel circuito IAAF World Challenge (fino al 2009 IAAF Grand Prix). È stato uno dei meeting più antichi e prestigiosi d'Italia (la sua prima edizione risale infatti al 1971). L'evento ha regalato grandi emozioni, prestazioni e record mondiali, tra cui quello di Asafa Powell nei 100 metri piani registrato in occasione dell'edizione 2007 e dopo il quale Steve Cram in un articolo sul quotidiano britannico The Guardian definì Rieti una sorta di mecca per i record.
Il Guidobaldi ha ospitato inoltre eventi di importanza europea, come i campionati europei juniores del 2013, e gli europei allievi che ospiterà nel 2020, e di importanza nazionale, come i campionati italiani assoluti del 2003 e del 2016 e numerose edizioni dei campionati italiani di varie categorie.
All'interno del panorama di atletica leggera reatino, si inserisce anche l'annuale Mezza maratona Città di Rieti, la cui prima edizione risale al 1996: fa parte del calendario nazionale della Federazione Italiana di Atletica Leggera.
Nel 2007 ha ospitato il campionato italiano di mezza maratona dell'esercito.

## Calcio

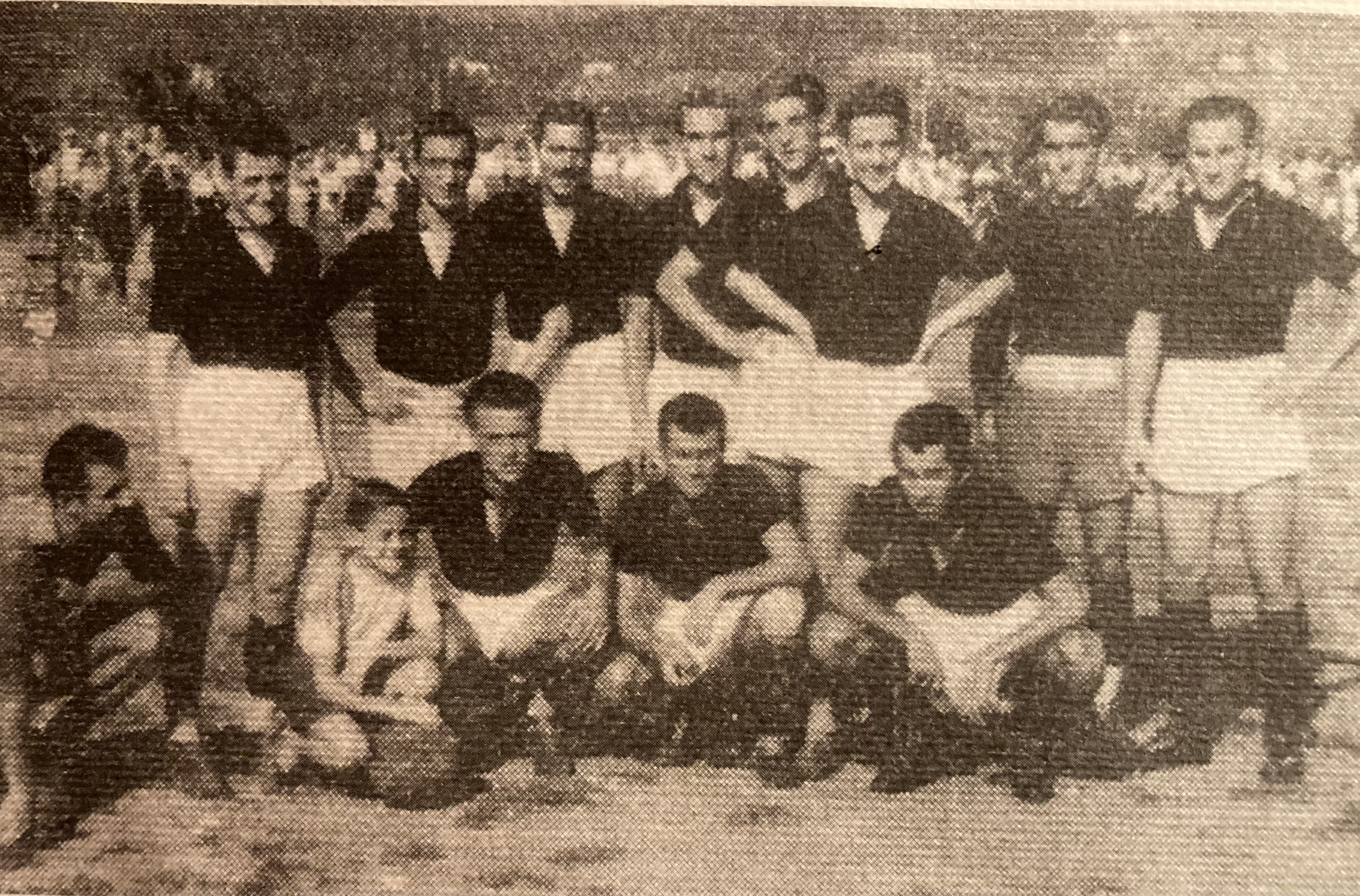
Il Rieti che disputò il campionato di Serie B nella stagione 1947-1948

Il calcio locale ha una storia lunga ma poco pregevole; ha raggiunto il suo punto di massimo splendore con la partecipazione del Rieti al campionato di Serie B, nelle stagioni 1946-1947 e 1947-1948, allora suddiviso in gironi.
Le società calcistiche che operano nella provincia di Rieti, tutte dilettantistiche, sono diminuite di numero con il passare degli anni, complici numerose fusioni, cambi di denominazione e fallimenti; le squadre in attività nel corso dell'annata 2024-2025, suddivise per campionati, sono:

### Eccellenza
- Rieti, con sede a Rieti.

### Promozione
- Cantalice, con sede a Cantalice, che nella stagione 2025-2026 militerà in Prima Categoria;
- Poggio Mirteto Calcio, con sede a Poggio Mirteto;
- Valle del Peschiera, con sede a Cittaducale, che nella stagione 2025-2026 militerà in Prima Categoria;

### Prima Categoria
- Alba Cittareale Alto Lazio, con sede a Rieti;
- Casperia, con sede a Casperia;
- Cittaducale, con sede a Cittaducale;
- Ginestra, con sede a Ginestra Sabina;
- Montopoli, con sede a Montopoli di Sabina;
- Poggio Moiano, con sede a Poggio Moiano, che nella stagione 2025-2026 militerà in Seconda Categoria;
- Poggio San Lorenzo, con sede a Poggio San Lorenzo;
- Real Gavignano Ponzano, con sede a Gavignano Sabino.
- Valle del Salto, con sede a Fiamignano, che nella stagione 2025-2026 militerà in Seconda Categoria;

### Seconda Categoria
- Amatrice, con sede ad Amatrice;
- Atletico Cantalice, con sede a Cantalice;
- Borgorose 2014, con sede a Borgorose;
- Città di Poggio Mirteto, con sede a Poggio Mirteto;
- Forano Calcio 2020, con sede a Forano;
- Gens Cantalupo 2.0 F.C., con sede a Cantalupo in Sabina;
- Monte San Giovanni, con sede a Monte San Giovanni in Sabina;
- Piazza Tevere, con sede a Rieti, che nella stagione 2025-2026 militerà in Prima Categoria;
- Poggio Bustone 2014, con sede a Poggio Bustone;
- Santa Susanna, con sede a Rivodutri;
- Sporting Corvaro, con sede a Corvaro;
- S.S. Passo Corese, con sede a Passo Corese;
- Toffia Sport, con sede a Toffia;
- Torpedo Rieti, con sede a Rieti;
- Torri Stimigliano, con sede a Torri in Sabina;
- Velinia, con sede ad Antrodoco.

### Terza Categoria
- Maglianese, con sede a Magliano Sabina;
- Poggio Catino, con sede a Poggio Catino;
- Real Monteleone Sabino, con sede a Monteleone Sabino;
- Scandriglia, con sede a Scandriglia;
- Selci, con sede a Selci;
- Spes Poggio Fidoni, con sede a Poggio Fidoni;
- Sporting MDC Lisciano, con sede a Lisciano;

### Calcio a 5

#### Serie A2
- New Real Rieti, con sede a Rieti.

#### Serie B
- Spes Poggio Fidoni, con sede a Poggio Fidoni;
- U.S. Cures, con sede a Passo Corese.

#### Serie C1
- A.S.D. Leonessa Futsal RSA, con sede a Leonessa.

### Società storiche non più attive
- Centro Italia Stella d'Oro (1998-2012), con sede a Rieti, che arrivò a disputare l'Eccellenza prima di fondersi con la Rieti
- Pol. Alba Villa Reatina S.F. (1956-2012)
- S.S. Casette (195?-2017), con sede a Casette, che raggiunse la Promozione

## Ciclismo
Rieti è stata più volte arrivo di tappa del Giro d'Italia:
- 28 maggio 1936 10ª tappa vinta da Raffaele Di Paco
- 16 maggio 1937 7ª tappa vinta da Marco Cimatti
- 13 maggio 1938 6ª tappa vinta da Adolfo Leoni
- 4 maggio 1939 6ª tappa vinta da Carmine Saponetti
- 23 maggio 1960 5ª tappa vinta da Gastone Nencini
- 23 maggio 1962 5ª tappa vinta da Joseph Carrara
- 28 maggio 1984 11ª tappa vinta da Urs Freuler
- 20 maggio 1986 9ª tappa vinta da Acácio da Silva
- 1º giugno 1991 6ª tappa vinta da Vladimir Poulnikov
- 24 maggio 1993 2ª tappa vinta da Adriano Baffi
- 25 maggio 2001 6ª tappa vinta da Mario Cipollini

Quella del Terminillo è una scalata storica del Giro d'Italia, e per questo è stato più volte arrivo di tappa:
- 29 maggio 1936 11ª tappa (cronometro individuale) vinta da Giuseppe Olmo
- 16 maggio 1937 8ª tappa (cronometro individuale) vinta da Gino Bartali, che qui ottenne la maglia rosa e la mantenne per il resto del Giro.
- 14 maggio 1938 7ª tappa (cronometro individuale) vinta da Giovanni Valetti
- 4 maggio 1939 6ª tappa vinta da Giovanni Valetti
- 27 maggio 1987 6ª tappa vinta da Jean-Claude Bagot
- 2 giugno 1992 10ª tappa vinta da Luis Herrera
- 21 maggio 1997 5ª tappa vinta da Pavel Tonkov
- 17 maggio 2003 7ª tappa vinta da Stefano Garzelli, conclusa in località Campoforogna.
- 16 maggio 2010 8ª tappa vinta da Chris Anker Sørensen, conclusa in località Campoforogna.

Nella Tirreno-Adriatico 2002 si è svolta completamente a Rieti la 4ª tappa e da lì è partita la 5ª tappa; nella Tirreno-Adriatico 2015 il Terminillo è stato l'arrivo della 5ª tappa e Rieti la partenza della 6ª tappa.

## Automobilismo
Per quanto riguarda l'automobilismo, Rieti ospita ogni anno la Coppa Bruno Carotti, competizione che si tiene sulla Statale 4 bis per il Monte Terminillo organizzata dall'ACI di Rieti. La gara appartiene al campionato italiano ed internazionale velocità montagna; prende il via dalla località Lisciano, da un particolare punto contrassegnato da una colonna liscia posta ai margini della strada, per arrivare poi a Campoforogna, seguendo un tragitto di 15 km.

## Rugby
Nel mondo del rugby, il nome della città viene portato dalla società ASD Rugby Rieti 1961 che disputa le proprie partite presso lo stadio Fulvio Iacoboni e dall'Amatori Rieti Rugby 2003.

## Volo a vela
Le correnti ascensionali presenti nella Piana Reatina sono considerate particolarmente favorevoli per il volo a vela: per questa caratteristica l'Aeroporto Ciuffelli di Rieti è molto noto e frequentato tra i volovelisti di tutto il mondo. All'aeroporto di Rieti si sono tenute infatti due edizioni dei campionati mondiali assoluti di volo a vela organizzati dalla Fédération aéronautique internationale (nel 1985 e 2008), un mondiale juniores FAI nel 2007, e tre edizioni dei campionati europei (nel 1982, 1994 e 2015).

## Altre discipline
Dal 1986 è attivo a Rieti un Club di Mountain bike, l'MTB RIETI, che organizza escursioni in tutto il territorio reatino, nonché partecipa a gare in Lazio, Abruzzo, Umbria. Nel 2009 e 2010 ha conquistato il primo posto nella classifica a squadre del circuito di Cross country regionale FCI denominato "Giro delle Abbazie".
Nella pallavolo opera l'A.S. Pallavolo Città di Rieti che milita nella serie B2 Femminile girone E (stagione 2010/2011) mentre nel calcio da tavolo troviamo la Virtus 4Strade che milita in Serie A (stagione 2010/2011).

## Impianti sportivi
Gli impianti sportivi della città sono principalmente concentrati presso il quartiere di Campoloniano e Via dello Sport, ed ultimamente, in un'ottica di rilancio del Terminillo sono sorti impianti anche in altura. Tra questi i principali sono:

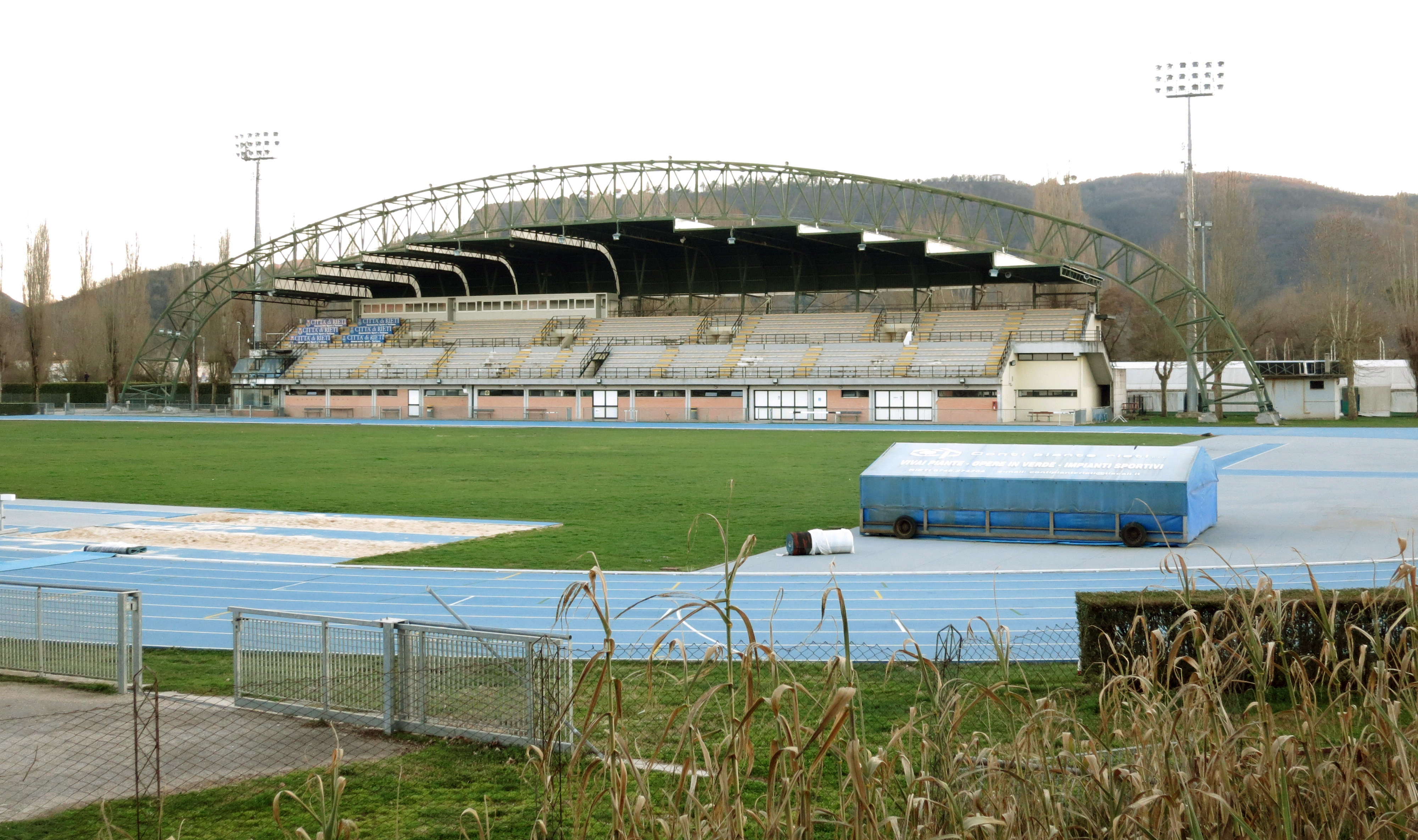
Lo Stadio Raul Guidobaldi

- Stadio Raul Guidobaldi: è lo stadio di atletica leggera. Dotato di una pista ad otto corsie (in origine sei), di due tribune, una coperta e l'altra no e di un “pistino” per l'allenamento posto dietro la tribuna coperta, sorge vicino all'argine del fiume Velino in Viale Eugenio Guarniero Dupré Theseider (ex Viale dello Sport). Ogni anno dal 1971 ospita il Meeting Internazionale Città di Rieti. È di proprietà del Comune di Rieti.

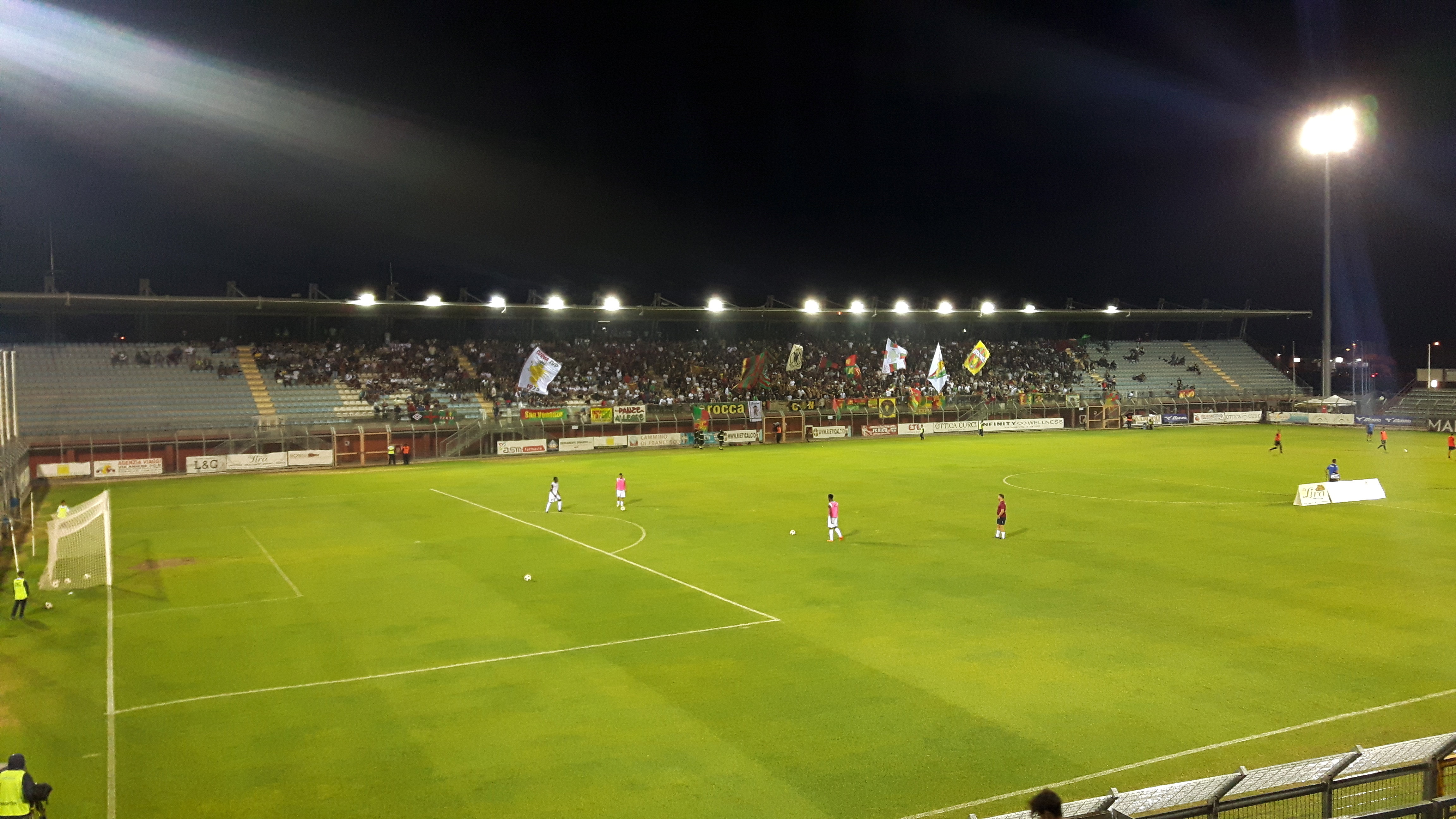
Lo Scopigno, Rieti- 1-3

- Stadio Centro d'Italia - Manlio Scopigno: lo stadio, precedentemente noto come Stadio Centro d'Italia, è stato inaugurato nella sua forma attuale nel 1997, precedentemente infatti era costituito da una sola tribuna (Vallesanta), mentre fu intitolato a Manlio Scopigno nel 2005. La struttura è a pianta rettangolare, priva di pista d'atletica. Omologato per una capienza di 9.980 spettatori, ospita le partite casalinghe del Football Club Rieti e della S.S.A. Rieti. Dietro la tribuna principale è presente un parcheggio gratuito illuminato e non custodito. È di proprietà del Comune di Rieti.

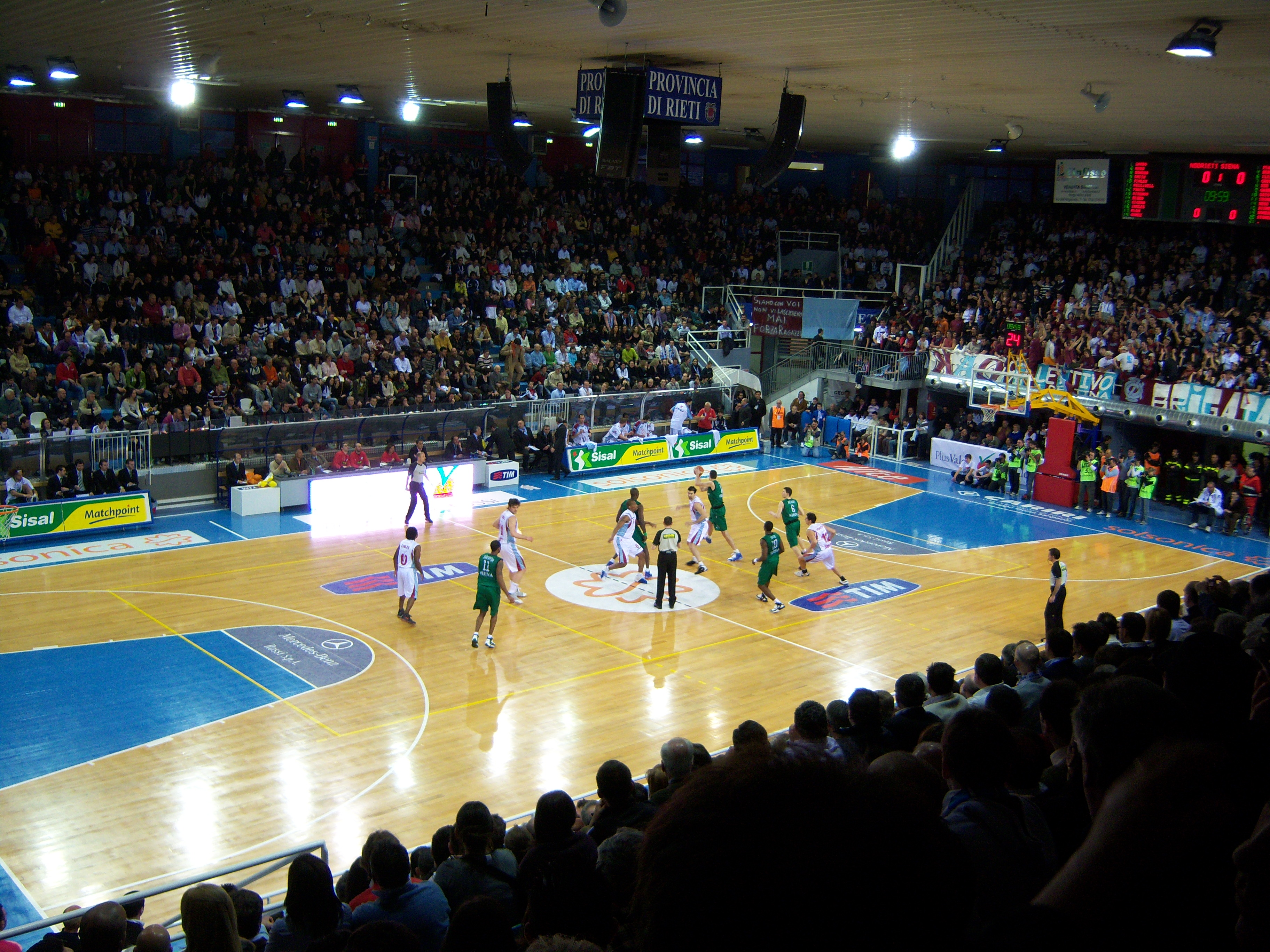
Il PalaSojourner

- PalaSojourner: il principale palazzetto dello sport di Rieti, di proprietà della Provincia di Rieti, dove la RSR Sebastiani Rieti (che oggi gestisce l’impianto) e la N.P.C. Rieti disputano le loro partite ufficiali. Venne realizzato nel 1974 per permettere alla società cestistica locale di dotarsi di un palazzetto adatto a disputare, in casa, gli incontri della massima serie. Oggi è omologato per ospitare fino a 2.975 spettatori, anche se in passato, grazie anche all'assenza dei seggiolini installati su tutti i gradoni (con il restauro del 2007), ha ospitato folle decisamente più numerose. Sorge in Via Oreste Di Fazio 1.

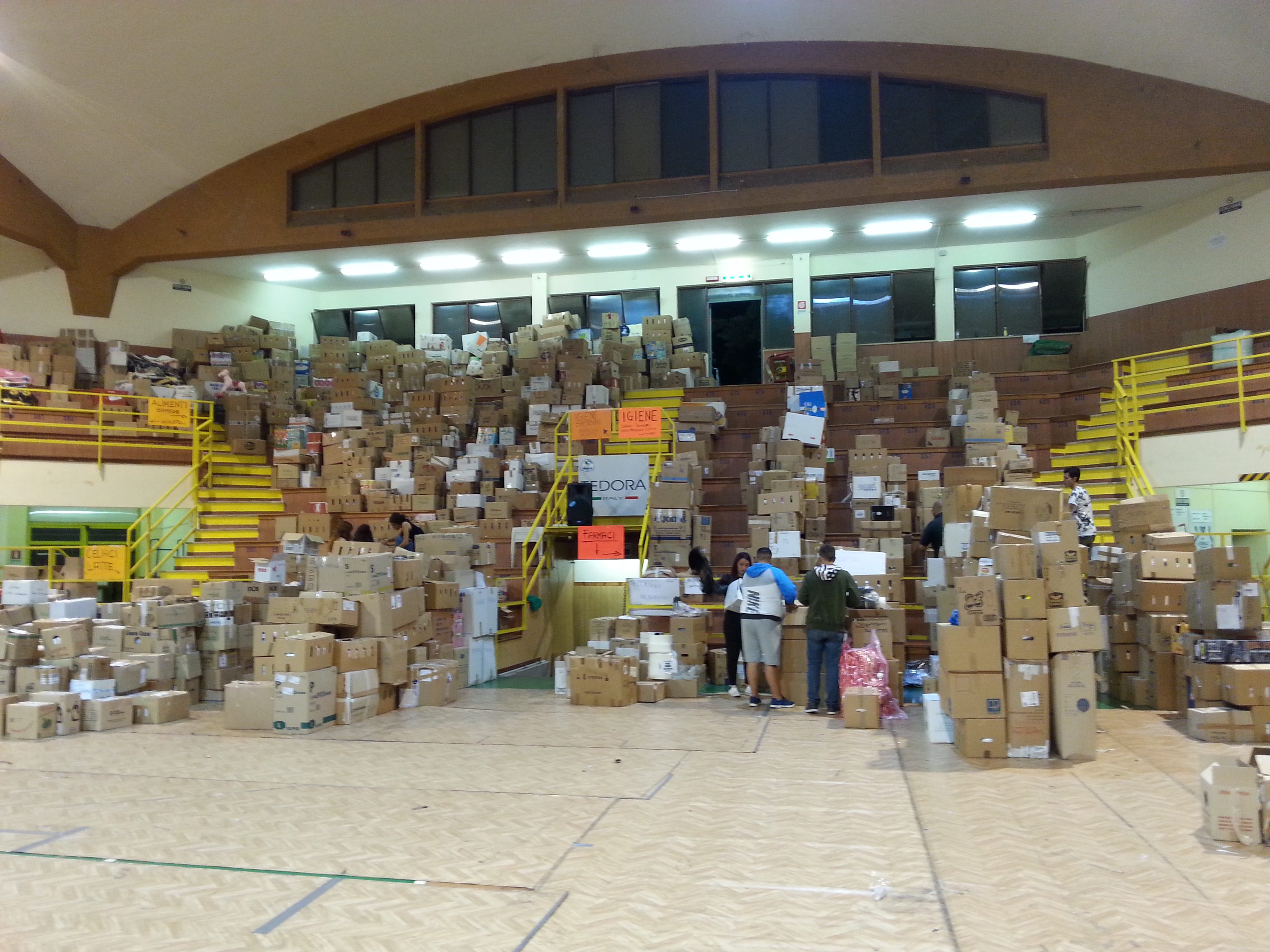
Il PalaCordoni utilizzato per contenere beni di prima necessità dopo il terremoto di Amatrice

- PalaCordoni (già PalaLeoni): Palazzetto dello sport sito su piazzale Adolfo Leoni. Prima della costruzione del PalaSojourner ospitava le partite casalinghe della A.M.G. Sebastiani. Oggi è gestito dalla N.P.C. Rieti, le cui giovanili disputano i loro incontri nell’impianto. Per quanto riguarda altri sport, il PalaCordoni è utilizzato principalmente dalla società di pallavolo Reatina. Ha un fondo in parquet e sui due lati sono disposte due tribune. È intitolato alla memoria di Alessandro Cordoni, ex cestista e allenatore della Sebastiani Rieti.

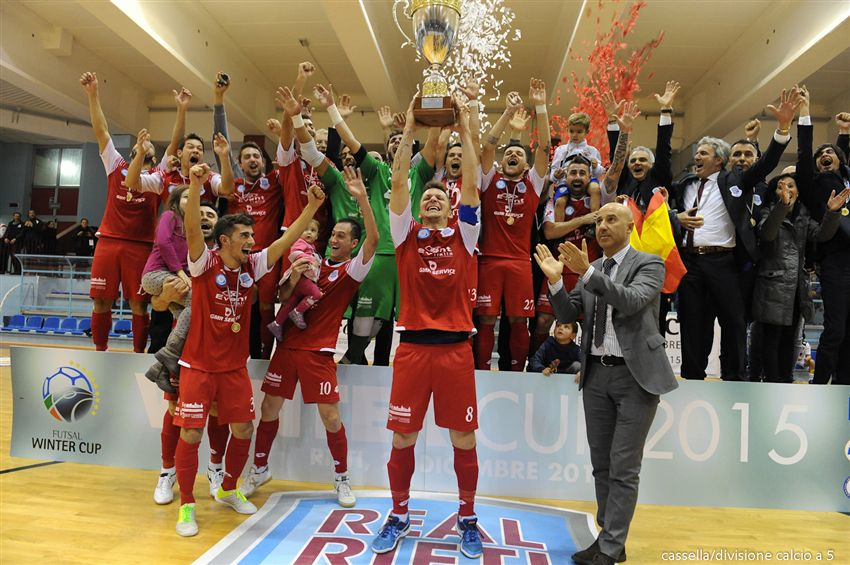
Il Real Rieti esultante al PalaMalfatti

- PalaMalfatti: palazzetto dello sport che ospita le partite del New Real Rieti Calcio a 5, nonché la sede succursale del liceo Jucci e del Rosatelli. La capienza dell’impianto è di 1000 posti a sedere.

- Campo Sportivo Gudini: ristrutturato nel 2017 con l'aggiunta del campo sintetico e di nuovi spogliatoi, è sede delle partite di molte squadre locali (e non) ed è disponibile a noleggio.

- Stadio Fulvio Iacoboni (già stadio Fassini): stadio di rugby di proprietà comunale, fino al 1991 utilizzato per il calcio.

- Pattinodromo: impianto costituito da una pista ad anello (due rettilinei raccordati da due curve paraboliche) e da una pista interna di forma rettangolare ad angoli smussati, utilizzata spesso per l'hockey a rotelle. Nella stessa struttura sono presenti anche un campo da calciotto in erba sintetica e un campetto (molto piccolo) da basket in asfalto. Il campo da “calciotto” è sede dell'ASD Young Rieti ed è separato dall'anello da una tribuna coperta in cemento (praticamente una sezione triangolare, coi seggiolini disposti sui due lati obliqui) sotto la quale sono allestiti gli spogliatoi. La struttura è di proprietà della provincia

- Piscina provinciale: è un impianto coperto sito nel quartiere di Campoloniano e di proprietà della Provincia di Rieti. Dispone di una vasca di 25 metri ai lati della quale sono presenti due tribune.

- Piscina comunale: è sita lungo Via dello sport ed è di proprietà del Comune di Rieti. Possiede una vasca grande, ma non omologata per competizioni date le dimensioni, e di una più piccola, entrambe scoperte. Al suo interno è presente anche un bar e una zona verde per prendere il sole. Su un lato sono disposti degli ombrelloni.

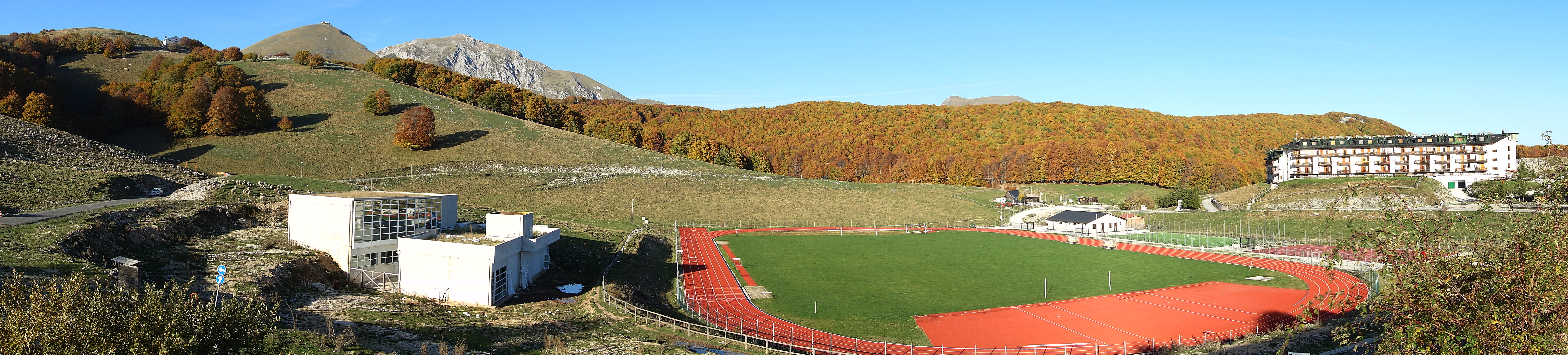
Campo d'altura "Enrico Leoncini", sul Terminillo

- Campo sportivo d'altura del Terminillo Enrico Leoncini: struttura posta in località Cinque Confini, sul Terminillo, a quota 1532. È dotato di un campo da calcio in erba, uno da calcetto in erba sintetica, una pista di atletica leggera con sei corsie, due campi da tennis e uno per pallacanestro e pallavolo.

- Bocciodromo Comunale Città di Rieti: Si trova nella zona degli impianti sportivi del quartiere di Campoloniano ed è stato inaugurato il 14 maggio 2011. Ha una capienza di 250 posti a sedere ed è, con le sue quattro piste professionali, omologato per lo svolgimento di gare di livello internazionale e di incontri validi per il campionato italiano.[16][17]

- Golf "Centro d'Italia": campo da golf di 9 buche, si trova a 500 metri dalla frazione di Castelfranco alle pendici del Monte Terminillo, in via della Foresta. Il percorso si snoda nella "Valle Como" ed intorno al laghetto artificiale di Castelfranco, ad una altitudine di 550 m s.l.m.

- Campi da calcio-tennis in via della Foresta: risultano attivi 5 campi in sintetico ed uno in terra rossa.

È inoltre in fase di costruzione, presso la Valletta di Pian de' Valli, una piscina coperta dotata di una vasca di 25 metri e di una seconda di 13, bagni, spogliatoi, docce e locali sauna.